# Steve Austin
Steven James Williams Anderson, conocido como Steve Austin (Victoria, Texas, 18 de diciembre de 1964), es un actor y luchador profesional retirado estadounidense que actualmente tiene un contrato como leyenda en la WWE. Austin ha luchado en las mayores empresas de lucha libre, como la World Championship Wrestling (WCW), Extreme Championship Wrestling (ECW) y World Wrestling Federation (WWF). Además de eso, es considerado el líder de la Era Attitude. Es mundialmente conocido en el ring como "Stone Cold". 
Es considerado como uno de los más grandes luchadores de la historia. Steve Austin ha sido seis veces Campeón Mundial al haber ganado seis veces el Campeonato de la WWF. También ganó la edición de King of the Ring de 1996 y las ediciones de Royal Rumble de 1997, 1998 y 2001, siendo el luchador que más veces ha ganado el Royal Rumble.
Además ha conseguido dos veces el Campeonato de los Estados Unidos de la WCW, dos veces el Campeonato Mundial Televisivo de la WCW, una vez el Campeonato Mundial en Parejas de la WCW, una vez el Campeonato del Millón de Dólares de la WWF, dos veces el Campeonato Intercontinental de la WWF y cuatro veces el Campeonato Mundial en Parejas de la WWF, lo que le convierte en un Campeón de Tres Coronas.
Stone Cold fue el evento principal de WrestleMania XIV, WrestleMania XV, WrestleMania X-Seven y WrestleMania 38 en su primera noche, convirtiéndose en el luchador más veterano en protagonizar un "main event" de WrestleMania con 57 años.
Se retiró debido a una lesión en la columna vertebral donde después de su paso por la WWE inició una carrera como actor. Fue inducido al Hall of Fame de WWE en el año 2009, donde fue nombrado "La superestrella más grande en la historia de la WWE".

## Carrera como luchador profesional

### Inicios
Austin nació el 18 de diciembre de 1964. En 1989, vivía en Milagro y se ganaba la vida descargando camiones. Su beca del fútbol en la Universidad Estatal de Texas lo hizo estudiar, y el trabajo en los andenes era su única forma de ganar algo de dinero en efectivo.
Él siempre fue un entusiasta del deporte, veía a Paul Heyman en televisión mientras crecía. Un día después del trabajo, Austin vio un anuncio para una escuela de la lucha libre enseñada por Chris Adams. Decidió tomar esas clases ahí y cinco meses después, en 1990, ya tenía su primera lucha para la World Class Championship Wrestling. Durante su permanencia en la WCCW, Austin y Adams eran eternos enemigos, Adams era su profesor, pero más adelante esto se iba a invertir y Steve se convertiría en el maestro.

### World Championship Wrestling (1991-1995)
En 1991, debutó en la World Championship Wrestling (WCW) bajo el nombre de "Stunning" Steve Austin. El 3 de junio de 1991 derrotó a Bobby Eaton, ganando el Campeonato Mundial Televisivo de la WCW pocas semanas después de su debut. Luego se unió a la Dangerous Alliance de Paul E. Dangerously. Perdió el título el 27 de abril de 1992 ante Barry Windham, acabando con su reinado de 329 días, el tercer reinado más largo del título. Recuperó el título poco después al derrotar a Windham el 23 de mayo de 1992. Austin retuvo su título varias veces antes de perderlo ante Ricky Steamboat el 2 de septiembre de 1992. The Dangerous Alliance se disolvió poco después. En Halloween Havoc reemplazó a Terry Gordy, haciendo equipo con el «Dr. Death» Steve Williams ante Dustin Rhodes & Barry Windham en una lucha donde unificarían el Campeonato Mundial en Parejas de la WCW y el Campeonato Mundial en Parejas de la NWA. Ambos equipos durante 30 minutos, llegando al límite de tiempo y acabando en empate.
En enero de 1993, Austin hizo pareja con Brian Pillman, siendo conocidos como The Hollywood Blonds. The Blonds ganaron el Campeonato Mundial en Parejas de la WCW el 3 de marzo de 1993 al derrotar a Ricky Steamboat & Shane Douglas. En Clash of the Champions XXIII se enfrentaron a Ric Flair & Arn Anderson en una lucha titular al mejor de tres caídas. Flair & Anderson les derrotaron, pero no les dieron el título por haber ganado una de las luchas por descalificación. Por esto se volvieron a enfrentar en Clash of the Champions XXIV a Arn Anderson & Paul Roma. Sin embargo, a causa de una lesión, Pillman fue sustituido por Steven Regal, pero Austin perdió el campeonato ante Anderson & Roma. Después de disolver el equipo, Austin se unió a Colonel Robert Parker, pasando a formar parte del Stud Stable. Cuando Pillman regresó de su lesión, empezó una rivalidad con Austin, enfrentándose ambos en Clash of the Champions XXV, ganando Austin esa lucha.
En Starrcade Austin derrotó a Dustin Rhodes en una lucha de al mejor de tres, ganando el Campeonato de los Estados Unidos Peso Pesado de la WCW. Austin perdió el título ante Ricky Steamboat el 24 de agosto de 1994. Tras esto, Austin pidió la revancha en Fall Brawl, pero Steamboat no pudo luchar por una lesión en al espalda, así que Austin ganó el título por abandono de Steamboat. Sin embargo, su segundo reinado le duró poco, ya que el Jim Duggan le derrotó en una lucha, ganando el campeonato. Austin retó a Duggan por el título en Halloween Havoc y en Clash of the Champions XXIX, perdiendo Austin en ambas ocasiones. Tras esto, se lesionó de la rodilla, por lo que estuvo un tiempo inactivo, pero al regresar participó en un torneo por el vacante Campeonato de los Estados Unidos Peso Pesado de la WCW, derrotando a Duggan en la primera ronda, pero siendo derrotado por Randy Savage en los cuartos de final. Tras esto, durante una gira por Japón, Austin se lesionó de nuevo y, durante su recuperación, fue despedido de la WCW por Eric Bischoff.

### Extreme Championship Wrestling (1995)
En 1995, Steve Austin fue despedido por el presidente de WCW, Eric Bischoff, después de sufrir una lesión mientras la compañía estaba en una gira japonesa. Bischoff y la WCW no veían a Austin como un luchador rentable.
Eventualmente, Austin se puso en contacto con Paul Heyman, quien lo introdujo en la ECW. Heyman le dijo a Austin que desde que tenía un programa de televisión, si Austin hacía una propaganda, sería una buena oportunidad para poner la ECW directo al mercadeo.
Mientras que Austin utilizó la ECW como plataforma para desarrollar su futuro nombre "Stone Cold", así como una serie de acciones que reducirían la WCW, pero en general y particularmente a Bischoff, en relación con el programa "Monday NyQuil", donde los niños grandes juegan unos con otros.
Más tarde tuvo una rivalidad con The Sandman y Mikey Whipwreck. Este último, Whipwreck, quien era el entonces Campeón Mundial Peso Pesado de la ECW, anotó una victoria más sobre Austin en noviembre de 1995.

### World Wrestling Federation / Entertainment / WWE (1995-2003, 2022)

#### 1996-1997

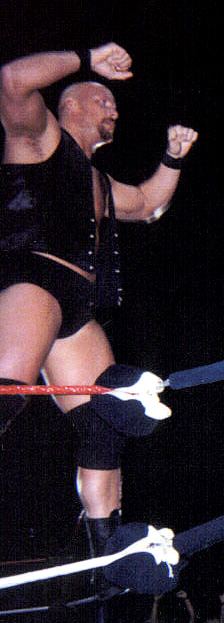
Austin en 1996.

En diciembre de 1995 Austin firmó un contrato con la World Wrestling Federation, siendo presentado como "The Ringmaster", estando bajo la tutela de Ted DiBiase, quien le entregó el Campeonato del Millón de Dólares. Participó en la Royal Rumble pero fue eliminado por Fatu. Austin empezó entonces una rivalidad con Savio Vega, a quien derrotó en WrestleMania XII, pero en In Your House:Beware of Dog perdió ante Vega, perdiendo el campeonato y, como dictaban las reglas, DiBiase abandonó la WWF. Poco después de la lucha, cambió su look rapándose la cabeza, siendo conocido como Stone Cold Steve Austin. En junio de 1996 participó en el torneo del King of the Ring, derrotando a Bob Holly en la primera ronda, a Vega en la segunda, a Marc Mero en las semifinales y a Jake "The Snake" Roberts en la final, ganando dicho torneo. En aquel tiempo Roberts estaba usando el gimmick de cristiano renacido, por lo que después del combate, Austin hizo una promo en la cual se burló de Roberts diciéndole:

You sit there and you thump your Bible, and you say your prayers, and it didn't get you anywhere! Talk about your Psalms, talk about John 3:16... 
Austin 3:16 says I just whipped your ass!
Te sientas allí y hojeas tu Biblia, y dices tus oraciones, ¡y no te lleva a ninguna parte! Habla acerca de tus Salmos, habla de Juan 3:16... 
¡Austin 3:16 dice que acabo de patear tu trasero!

"Austin 3:16" se convirtió en un eslogan icónico que pronto apareció en la mercancía producida por WWE (en aquel entonces conocida como WWF). También esto se conoce como el momento icónico que comenzó la Attitude Era.
Posteriormente tuvo una breve rivalidad con Mero que culminó con la victoria de Austin en In Your House:Intrernational Incident, en SummerSlam derrotó a Yokozuna y en In Your House:Buried Alive, a Hunter Hearst Hemsley.
A finales de 1996 empezó una rivalidad con Bret Hart, insultándose ambos en varios programas de RAW. Ambos se enfrentaron en Survivor Series, ganando la lucha Bret Hart. La rivalidad continuó hasta Royal Rumble, en donde Hart eliminó a Austin de la Royal Rumble match. Sin embargo, los árbitros, distraídos por una lucha entre Mankind y Terry Funk, no vieron su eliminación. Al ver esto, Austin regresó al ring, donde eliminó a The Undertaker y a Vader y finalmente, a Hart, ganando la Rumble de ese año. El 13 de febrero, el Campeón de la WWF Shawn Michaels sufrió una lesión, por lo que tuvo que dejar el título vacante y se pactó en In Your House:Final Four una lucha por el campeonato entre Undertaker, Austin, Hart y Vader. En la lucha, Austin fue eliminado rápidamente a causa de una pequeña lesión y Hart ganó la lucha y el campeonato, pero lo perdió al día siguiente ante Sid por la interferencia de Austin golpeando a Hart con una silla cuando este tenía sometido a Sid con el Sharpshooter.
Finalmente, la rivalidad entre Hart y Austin culminó en una lucha de sumisión en WrestleMania 13 con Ken Shamrock como árbitro especial. En la lucha, Austin perdió la pelea debido a que perdió el conocimiento ocasionado por el "Shapshooter" de Hart, a pesar de que no se rindió el árbitro le otorgó la victoria a Hart, siendo la Lucha del Año según la Pro Wrestling Illustrated. En esta lucha se dio un doble giro, Austin cambió a face luego de que, a pesar del dolor y el sufrimiento generado por el Sharpshooter, se rehusó a rendirse, y Hart cambió a heel luego de demostrar una actitud agresiva y "malvada" ante Austin, a quien buscaba dañar la pierna siempre que podía, debido a esto, el público empezó a abuchear a Hart y comenzó a alentar a Austin.
Luego recibió una oportunidad por el Campeonato de la WWF de The Undertaker en In Your House:A Cold Day In Hell, lucha que ganó Undertaker después de que Brian Pillman distrajera a Austin y le permitiera a Undertaker aplicarle el "Tombstone Piledriver".
Tras esto, tuvo una rivalidad con The Hart Foundation, luchando en varias ocasiones contra sus miembros, como Jim Neidhart, Bret y Owen Hart. Junto a Shawn Michaels derrotó el 26 de mayo de 1997 a los Campeones Mundiales en Parejas de la WWF Owen Hart y The British Bulldog, ganando ambos el título en parejas, pero lo dejaron vacante poco después a causa de una lesión de Michaels. Durante las siguientes semanas continuó enfrentándose a los Hart, derrotando el 14 de julio de 1997 junto a su nuevo compañero Dude Love a Hart y Bulldog, ganando por segunda vez el título en parejas. Austin derrotó a Owen Hart en SummerSlam, ganando el Campeonato Intercontinental de la WWF. Durante su pelea, Owen le aplicó mal a Austin una "Hart Piledriver", lo que le ocasionó graves daños en el cuello que casi lo retiran de la lucha libre. A causa de esta lesión, Austin debió dejar vacantes los títulos intercontinentales y en parejas el 7 de septiembre, durante la celebración de In Your House:Ground zero. En dicho evento, Austin intervino en la lucha por los títulos en parejas, aplicándole una "Stone Cold Stunner" a Owen Hart, lo que hizo que The Headbangers (Mosh y Thrasher) ganaran los títulos en parejas. Su rivalidad con Hart culminó en Survivor Series en una lucha por el Campeonato Intercontinental de Hart. Austin derrotó a Hart y ganó por segunda vez el campeonato y lo retuvo con éxito en In Your House:D-Generation X en su primer combate ante Rocky Maivia, por lo que ambos empezaron una rivalidad.

#### 1998
El 8 de diciembre, Austin dejó vacante el Campeonato Intercontinental al ser sancionado, obteniendo Maivia el Campeonato Intercontinental de la WWF como nuevo campeón. Ambos compitieron en la Royal Rumble, siendo los dos los últimos competidores. Al final, Austin eliminó a The Rock después de aplicarle una "Stone Cold Stunner", ganando Austin su segundo Royal Rumble consecutivo. Tras esto, empezó una rivalidad con D-Generation X, enfrentándose junto a Owen Hart, Cactus Jack y Chainsaw Charlie a Billy Gunn, Road Dogg, Triple H y Savio Vega en No Way Out Of Texas, ganando el equipo de Austin. También, durante la presentación de Mike Tyson en RAW, Austin lo insultó y atacó, por lo que Mr. McMahon pactó una lucha en WrestleMania XIV entre Austin y el líder de DX y el Campeón de la WWF Shawn Michaels, además de introducir a Tyson como árbitro especial. Sin embargo, en el final de la lucha, Austin le aplicó a Michaels un Stunner y recibió la ayuda de Tyson quien hizo la cuenta, por lo que derrotó a Michaels y ganó su primer Campeonato de la WWF, dando comienzo a la Era Attitude.

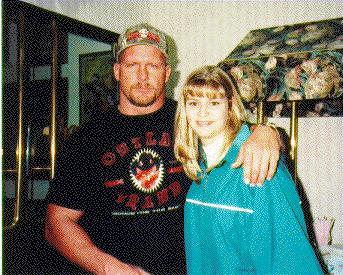
Austin junto a una fan en 2000.

En el RAW siguiente, Austin trajo consigo un nuevo diseño del Campeonato de la WWF, conocido como Smoking Skull Championship, debido a que llevaba una calavera humeante. Al ver esto, McMahon decidió quitarle el título y lo empezó a poner en luchas titulares ante rivales fuertes, reteniéndolo ante Triple H en Mayhem in Manchester, ante Dude Love en Unforgiven y en Over the Edge y ante Goldust en RAW el 27 de abril de 1998. Sin embargo, en King of the Ring, Austin perdió el título ante Kane en un "First Blood match" en un combate impuesto por McMahon, ya que Kane al llevar máscara, no podía ver cuando sangraba. Sin embargo Austin ganó de nuevo el título en el RAW siguiente, empezando una rivalidad con Kane. En Fully Loaded, Austin se alió con The Undertaker, quien tenía una rivalidad con Mankind y derrotaron a los Campeones Mundiales en Parejas de la WWF Kane & Mankind, ganando Austin su tercer campeonato en parejas. Lo retuvieron los dos RAWs siguientes, al siguiente evento ante The New Age Outlaws (Road Dogg & Billy Gunn) y ante The Rock & Owen Hart respectivamente antes de perderlos ante Kane & Mankind el 10 de agosto de 1998 en una lucha donde participaron los otros dos equipos. Durante este tiempo empezó una rivalidad con Undertaker, enfrentándose ambos en SummerSlam, reteniendo Austin el Campeonato de la WWF, pero lo perdió en In Your House:Breakdown en una lucha frente a Undertaker y Kane, quienes le hicieron la cuenta, por lo que el título quedó vacante. Tras esto, fue seleccionado para ser el árbitro especial en la lucha por el título entre Undertaker y Kane en Judgement Day, pero atacó a ambos, por lo que el título siguió vacante y, McMahon lo despidió de la WWF (Kayfabe).
Austin regresó en Survivor Series, luchando por el título vacante. Derrotó a The Big Bossman en la primera ronda y pasó directamente a la tercera, en la que fue derrotado por Mankind por la intervención de The Corporation. Tras esto, tuvo otra rivalidad con Undertaker, luchando en Capitol Carnage Austin, Undertaker, Mankind y Kane, siendo Austin el ganador de la lucha. su rivalidad con Undertaker culminó en In Your House:Rock Bottom en un "Buried Alive match" ganando Austin.

#### 1999-2000

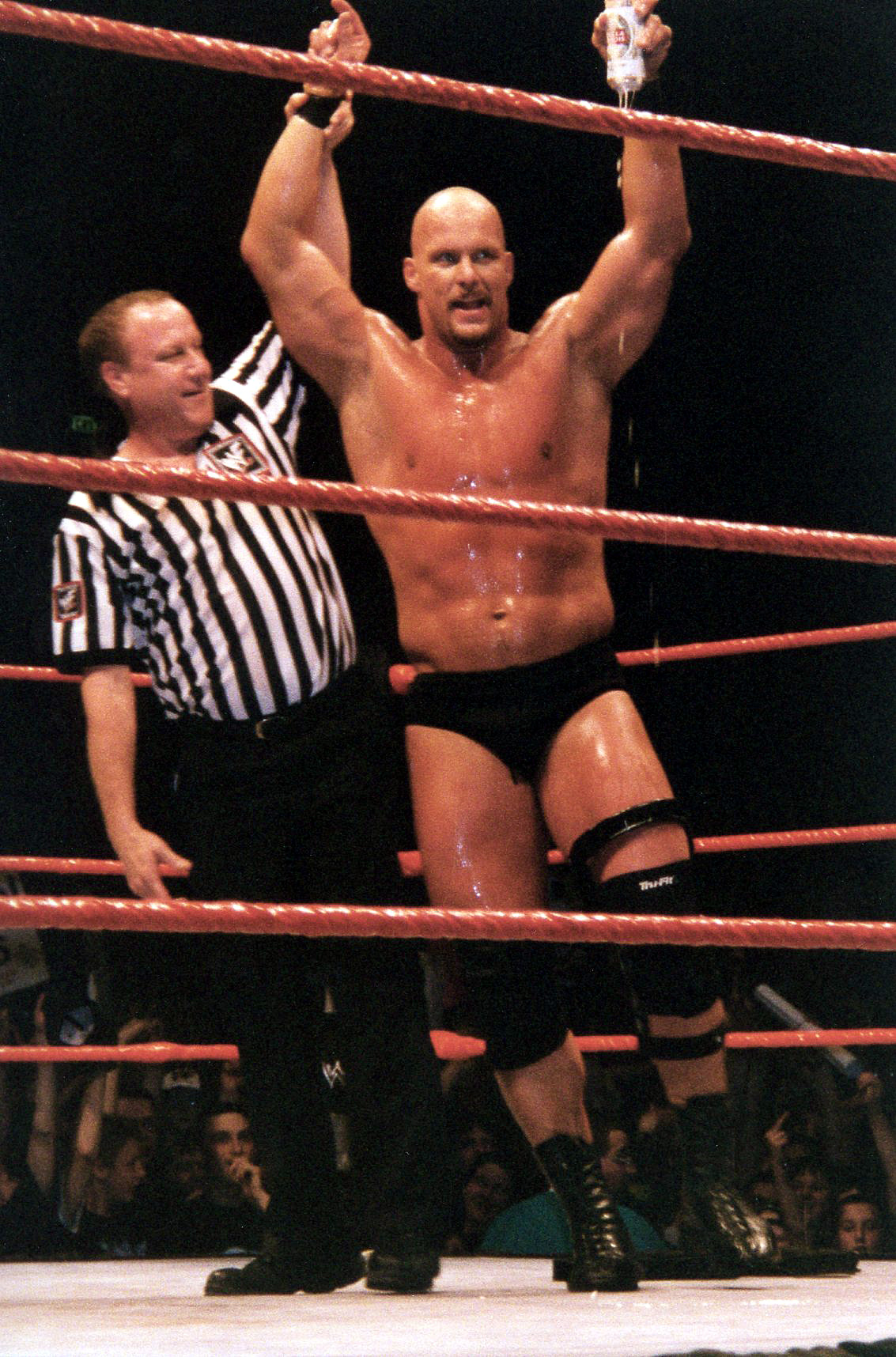
Austin celebrando en el ring tras retener el Campeonato de la WWF ante The Big Bossman.

A principios de 1999, Austin participó en el Royal Rumble, entrando como el número uno y Vince McMahon como el número dos, luchando ambos durante toda la Rumble. Al final, solo quedaron Austin y McMahon, pero el Campeón de la WWF The Rock le distrajo, por lo que pudo ser eliminado por McMahon. Luego McMahon y Austin se enfrentaron en In Your House:St.Valentine Day Massacre en un Steel Cage Match en donde, si Austin ganaba, se enfrentaría a The Rock en WrestleMania XV. Durante la lucha debutó en la WWF The Big Show, pero al atacarlo, lo hizo caer fuera de la jaula, lo que le dio la victoria a Austin y en WrestleMania XV derrotó a The Rock, ganando de nuevo el Campeonato de la WWF y lo retuvo ante el mismo en Backlash. Después de esto, The Undertaker secuestró a la hija de Vince McMahon, Stephanie McMahon, así que Vince le pidió a Austin que la rescatara, a lo que Austin accedió, empezando una rivalidad con Undertaker, enfrentándose a él en varios programas de RAW. En No Mercy UK retuvo el Campeonato de la WWF ante Undertaker y Triple H, pero lo perdió en Over the Edge ante Undertaker después de que Vince y Shane McMahon traicionaran a Austin y le atacaran y ambos le derrotaron de nuevo en King of the Ring en un Ladder match en donde los McMahon recuperaron el control de la WWF. A pesar de esto, un día después, Austin derrotó a Undertaker, ganando de nuevo el Campeonato de la WWF. Su rivalidad con Undertaker terminó en Fully Loaded, reteniendo Austin el título. A pesar de esto, lo perdió en SummerSlam ante Mankind en una lucha donde también participó Triple H.
Tras esto, empezó una rivalidad con Triple H al atacarlo en Unforgiven después de que ganara el vacante Campeonato de la WWF en una lucha donde participaron Mankind, Kane, The Big Show, The British Bulldog y The Rock después de una interferencia de Austin. Después de la lucha Austin le aplicó una Stone Cold Stunner a Triple H, siguiendo la rivalidad con él. Ambos se enfrentaron en No Mercy por el campeonato, lucha que ganó Triple H. También se iba a enfrentar a Triple H y a The Rock en Survivor Series, pero antes de su lucha, fue atropellado por un coche, lo que le dejó inactivo hasta el 2000 (Kayfabe). En realidad, Austin se sometió a una cirugía en su cuello por la "Hart Piledriver" mal ejecutada de Owen Hart en 1997. Austin regresó en Backlash, atacando a Triple H y Vince McMahon. Durante los siguientes meses intentó averiguar quien lo había atropellado, descubriendo que fue Rikishi. Austin y Rikishi se enfrentaron en No Mercy, ganando la lucha Austin. Después de esto, estuvo envuelto en varias luchas contra Kurt Angle, Rikishi, The Rock, Undertaker y Triple H, incluyendo una lucha contra Triple H en Survivor Series, la cual ganó Austin y una lucha por el Campeonato de la WWF en Rebellion entre Rikishi, Austin, Angle y The Rock, la cual ganó Angle. Finalmente, el Comisionado de la WWF Mick Foley pactó una lucha y una pelea entre los seis en Armageddon en un Hell in a Cell por el Campeonato de la WWF de Angle. La lucha fue ganada por Kurt Angle, quien retuvo el título al cubrir a The Rock después de una "Stone Cold Stunner".

#### 2001

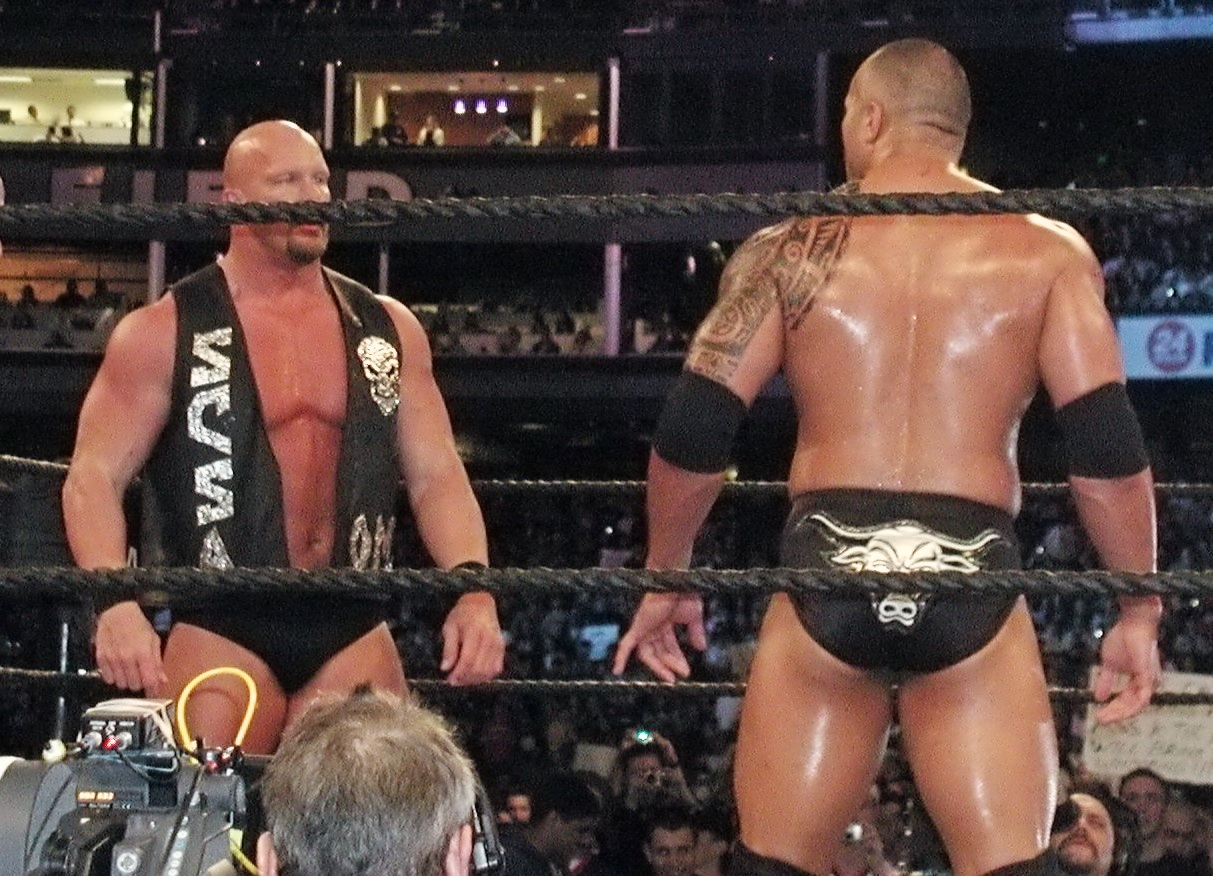
The Rock y Steve Austin en WrestleMania XIX.

Austin participó en la Royal Rumble, en donde fue atacado durante su entrada por Triple H. A pesar de eso, ganó la Royal Rumble al eliminar en último lugar a Kane, siendo hasta la fecha el único luchador en ganar tres veces el Royal Rumble. su rivalidad con Triple H terminó en No Way Out en un "Tree Stages of Hell", ganando Triple H la lucha. Durante el camino a WrestleMania, Vince McMahon asignó a la esposa de Austin como mánager de The Rock. En WrestleMania X-Seven se enfrentó a The Rock por el Campeonato de la WWF. Durante el evento, se cambiaron las reglas para que fuera una lucha sin descalificación y, terminando la lucha, Austin cambió a heel al recibir ayuda de Vince McMahon y atacar a The Rock con una silla. En las semanas después del evento hizo un equipo con McMahon y Triple H conocido como The Power Trip. El equipo se enfrentó a Brothers of Destruction (The Undertaker & Kane) en Backlash, ganando HHH y Austin el Campeonato Mundial en Parejas de la WWF en una lucha donde el Campeonato de la WWF de Austin y el Campeonato Intercontinental de la WWF de Triple H también estaban en juego. En Insurrextion Austin retuvo el Campeonato de la WWF ante Undertaker y Triple H, y perdieron el Campeonato Mundial en Parejas el 21 de mayo en RAW ante Chris Jericho & Chris Benoit debido a una lesión de Triple H. Durante la lucha, Triple H atacó sin querer a Austin, terminando con el equipo. Retuvo el Campeonato de la WWF en Judgment Day ante Undertaker y en King of the Ring ante Benoit y Jericho. Sin embargo, durante esta lucha, el miembro de la World Championship Wrestling Booker T interfirió en la lucha, empezando con el ángulo de la invasión cambiando Austin a face. Durante este ángulo, los luchadores de la WCW empezaron a invadir y atacar a la WWF. En Invasión el Team WCW (Booker T, Diamond Dallas Page, Rhyno & The Dudley Boyz (Bubba Ray & D-Von) derrotó al Team WWF (Steve Austin, Kurt Angle, Chris Jericho, The Undertaker & Kane) debido a que, durante la lucha, Austin traicionó a su equipo y le aplicó a Angle una "Stone Cold Stunner", cambiando a heel.
Debido a esto, empezó una rivalidad con Angle que culminó en SummerSlam por el Campeonato de la WWF en juego, lucha que fue ganada por Angle por descalificación, por lo que Austin retuvo el título. Sin embargo, Angle recibió otra oportunidad en Unforgiven, donde derrotó a Austin y ganó el Campeonato de la WWF. Sin embargo, 15 días después, Austin recuperó el Campeonato de la WWF al derrotar a Angle y lo retuvo en No Mercy ante Angle y Rob Van Dam y en Rebellion ante The Rock. El ángulo de la Invasión terminó en Survivor Series en donde el Team WWF (The Rock, Chris Jericho, The Undertaker, Kane y Big Show) derrotaron al Team Alliance (Steve Austin, Kurt Angle, Booker T, Rob Van Dam y Shane McMahon) después de que Angle atacara a Austin con el cinturón y fuera cubierto por The Rock. Después de eso Austin cambió a Face definitivamente al atacar a Vince McMahon y a Kurt Angle. Luego, en Vengeance se pactaron tres luchas para unificar el Campeonato de la WWF y el Campeonato de la WCW en uno solo. Durante el evento, Austin retuvo su título ante Angle, pero Chris Jericho derrotó a The Rock ganando el Campeonato de la WCW. Finalmente, Jericho derrotó a Austin tras este último haber sido atacado por Booker T con uno de los cinturones, unificando ambos campeonatos en el Campeonato Indiscutido de la WWF.

#### 2002-2003

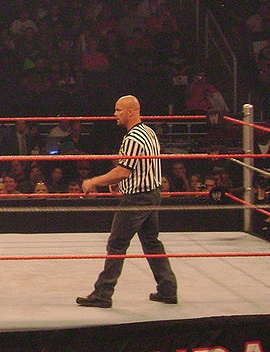
Austin como árbitro especial en Cyber Sunday.

Austin participó en la Royal Rumble, entrando como el número 19, pero fue eliminado por Kurt Angle. Tras esto, luchó contra Chris Jericho en No Way Out por el Campeonato Indiscutido de la WWF, pero perdió después de una interferencia de The New World Order, empezando una rivalidad con sus miembros Kevin Nash y Scott Hall, derrotando al segundo en WrestleMania X8. El 8 de abril, Austin derrotó a Hall, obteniendo un combate para determinar el aspirante al Campeonato Indiscutido en Backlash, donde fue derrotado por The Undertaker. Tras esto, se enfrentó a Nash y Hall con la ayuda de The Big Show y Ric Flair, pero Flair y Show lo traicionaron y se unieron a The New World Order. Sin embargo, en Judgment Day derrotó a Show y a Flair en un Handicap Match y el 3 de junio derrotó a Flair en una lucha donde el perdedor debía ser el asistente personal del vencedor, volviendo Austin a ser un luchador activo.
Sin embargo, Austin empezó a quejarse de la dirección que estaba tomando su personaje, intentando cambiar los eventos, incluyendo una lucha donde debía de perder ante Brock Lesnar. Tras esto, fue denunciado por su esposa Debra por abuso y maltrato, llevándolo a juicio donde Austin se declaró culpable.
Regresó a la WWE cuando el episodio de Raw del 10 de febrero de 2003 salió del aire en No Way Out derrotó a Eric Bischoff, luchando con su viejo rival The Rock, donde la larga rivalidad entre ambos culminó en WrestleMania XIX con victoria de The Rock, siendo este el último combate oficial de Austin y la primera vez que Austin perdía ante Rock en WrestleMania después de sus dos victorias en WM XV y X-Seven. Sin embargo, Bischoff lo despidió en el siguiente RAW (Kayfabe). El 28 de abril de 2003, Linda McMahon contrató de nuevo a Austin, nombrándolo como co-GM junto a Bischoff, empezando ambos una rivalidad. Durante su mandato como GM, Austin reactivó el Campeonato Intercontinental de la WWE el 5 de mayo de 2003. También provocó a Bischoff, estando bebiendo durante los eventos semanales y PPVs, como en Judgment Day por lo que ambos se enfrentaron en Bad Blood en un "Redneck Triathlon", una serie de pruebas que ganó Austin. Su rivalidad culminó en Survivor Series, donde el Team Bischoff (Chris Jericho, Christian, Randy Orton, Scott Steiner y Mark Henry) derrotó al Team Austin (Shawn Michaels, Rob Van Dam, Booker T, Bubba Ray Dudley y D-Von Dudley), por lo que, como estipulaba la lucha, Austin dejó de ser co-GM.

#### Apariciones esporádicas (2004-2022)

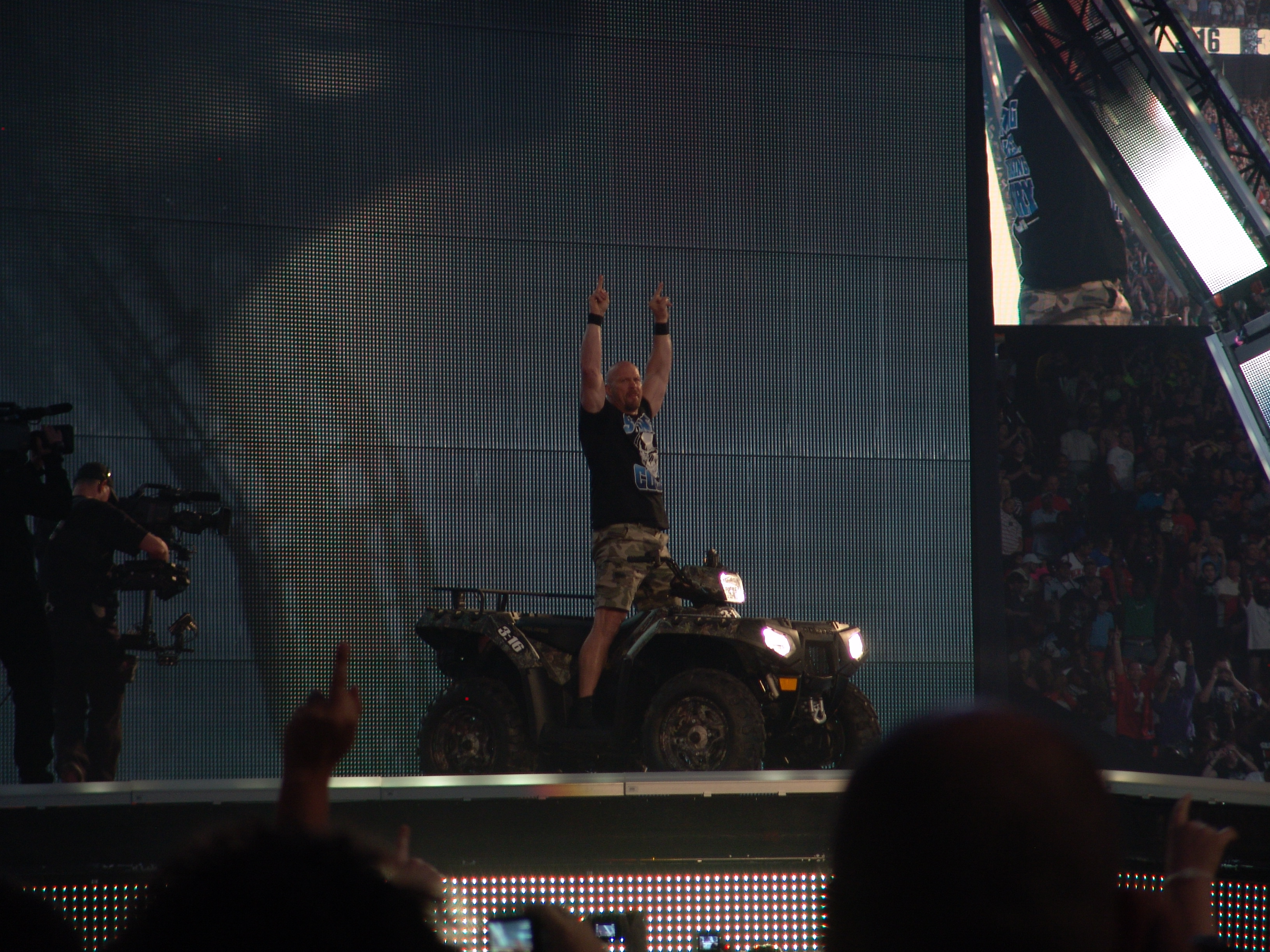
Austin haciendo su entrada en WrestleMania XXVII.

Austin no volvería a aparecer en WWE hasta el 29 de diciembre de 2003, cuando fue nombrado Sheriff, (cargo en el que duro hasta octubre de 2005) comenzó a aparecer tanto en Smackdown! y Raw durante 2004. Austin se vio involucrado en la rivalidad entre Brock Lesnar y Goldberg durante el cual fue el árbitro especial de la lucha de ambos en Wrestlemania XX donde la cual la ganó Goldberg. Al final de la lucha Austin le aplicó a ambos una "Stone Cold Stunner". Esa lucha fue la última en mucho tiempo tanto de Goldberg como de Brock Lesnar en la WWE.
Austin hizo su primera aparición en la WWE en un año en el evento de WrestleMania 21, donde se enfrentó a Roddy Piper en el Piper's Pit hasta que fue interrumpido por Carlito, a quien le aplicó un "Stone Cold Stunner". Tras esto, celebró con cervezas junto a Piper, a quien le aplicó una segunda "Stone Cold Stunner".
Stone Cold ha aparecido muy poco, siendo algunas durante el regreso del Saturday Night Main Event en una competencia de cerveza con JBL, o en el programa de "Homecoming" cuando Raw deja de verse por TNN y se vuelve canal de USA. Sus últimas apariciones en la WWE fueron una participación especial en ECW One Night Stand donde retó a los luchadores de RAW y SmackDown! a que lucharan con los de la ECW. También participó como el árbitro especial para la pelea en Wrestlemania 23 llamada la "Batalla de Billonarios" entre el representante de Donald Trump: Bobby Lashley y el representante de Vince McMahon: Umaga en el último "Saturday Night Main Event" donde habló con Vince McMahon sobre su recién sabida paternidad de una de las superestrellas de la WWE donde todo acabó con otra paralizadora, y también en SummerSlam 2007, donde apareció para un concurso de tomar cerveza contra MVP, pero solo tomó unas cuantas antes de aplicarle la "Stunner". En Cyber Sunday fue elegido por un 79% de los votos en la pelea por el World Heavyweight Championship entre Batista y el Undertaker, por sobre Mick Foley y JBL. En la Edición de Monday Night Raw del 5 de noviembre Stone Cold regresa por una noche para atacar a Santino Marella que llevaba tiempo criticando su película "The Condemned" y termina bañándolo con cerveza a él y a María. Durante un tiempo estuvo entrenando a Mr. Kennedy.
Stone Cold salió en el 15 Aniversario de Raw, atacando a Vince McMahon, y acabando así ese show. Estuvo nominado para ser el árbitro especial en el PPV Cyber Sunday 2008 por la lucha por el campeonato peso pesado entre Batista y Chris Jericho, Otras superestrellas nominadas fueron Randy Orton y Shawn Michaels en la cual, el público votó mediante mensajes de texto eligiendo a Austin con un 74% para que fuera el árbitro especial del combate, que acabó con una stunner a Randy Orton y la victoria de Batista sobre Chris Jericho. El lunes 15 de marzo de 2010 fue el Guest Host de RAW y testigo de la firma de lucha para WrestleMania XXVI entre Bret Hart y Vince McMahon.

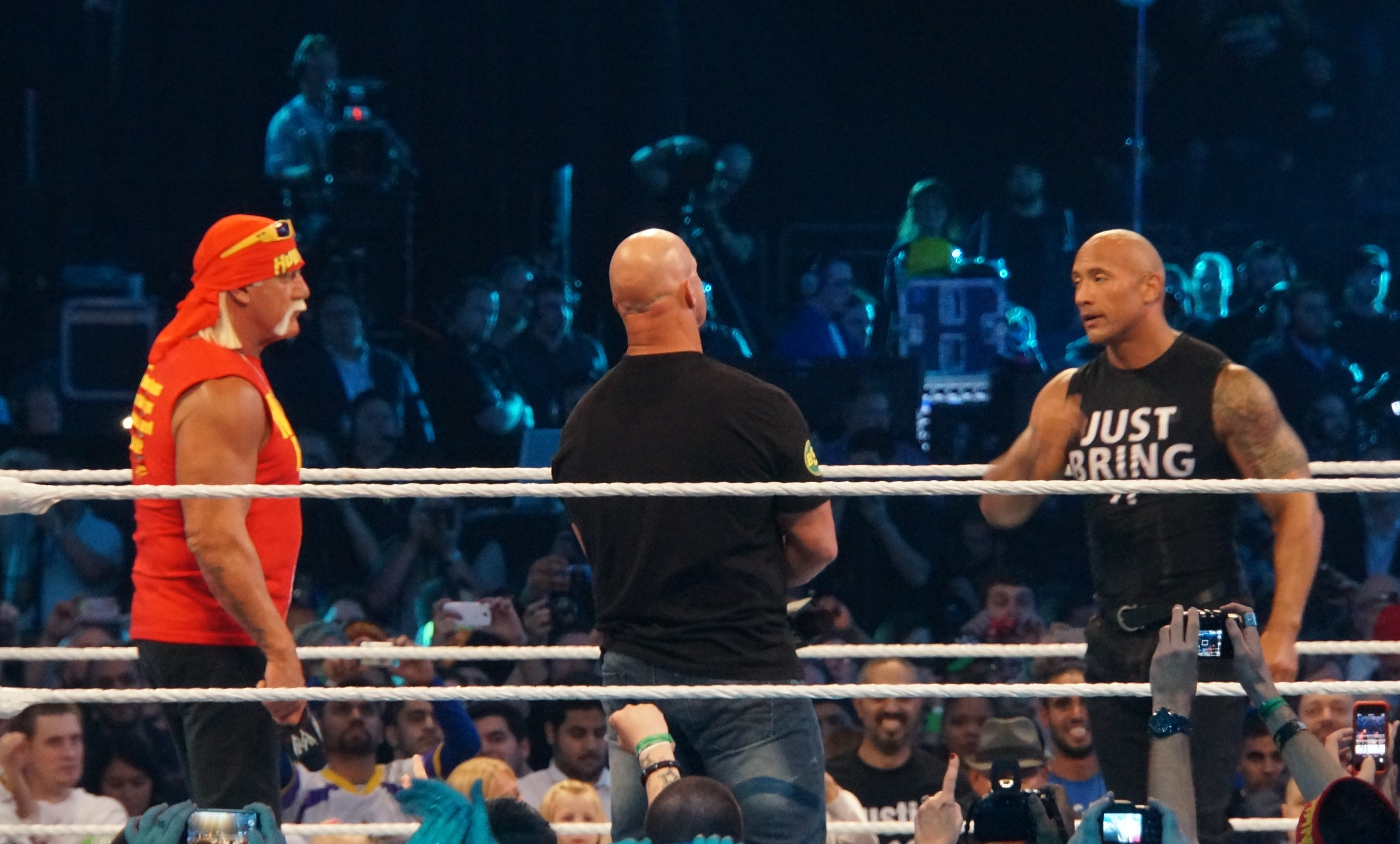
Steve Austin, junto a The Rock y Hulk Hogan haciendo una promo especial en la apertura de WrestleMania 30.

A comienzos del 2011 se anunció que Austin será el anfitrión de Tough Enough, que se estrenaría después de WrestleMania XXVII. En la edición del 7 de marzo, Michael Cole anunció que JBL sería el árbitro en su lucha en WrestleMania, pero Austin apareció para atacar a JBL y empapar a Cole con cerveza después de firmar el contrato antes de que JBL lo hiciera. Finalmente el 3 de abril Austin fue el árbitro entre la lucha de Michael Cole contra Jerry Lawler donde le aplicó un "Stone Cold Stunner" a Jack Swagger, y luego dio como ganador a Lawler después de forzar a Cole a rendirse con un "Ankle Lock", pero el GM anónimo de RAW decidió que el ganador de la lucha fue Michael Cole por la intervención de Austin. En el Raw del 4 de abril, The Miz retó a Stone Cold, y luego Alex Riley (quien acompañaba a The Miz) lo atacó, pero después Austin lo atacó a él y finalizó con una Stone Cold Stunner. El 13 de junio en RAW apareció como el Guest Host donde pactó una lucha entre Alberto Del Rio y Big Show en Capitol Punishment.
Después de 3 años sin aparecer regresó en WrestleMania XXX en un monólogo con The Rock y Hulk Hogan sobre el aniversario de WrestleMania.
En 2016 apareció en WrestleMania 32 junto con Shawn Michaels y Mick Foley para atacar a The League of Nations. Durante el enfrentamiento, Austin le aplicó un Stunner a Rusev, King Barrett y a Xavier Woods de The New Day, después de que este lo invitara a celebrar.
En el episodio de Raw del 22 de enero de 2018 (conmemorativo de los 25 años del programa), Austin apareció para aplicarle el Stunner a Shane McMahon y posteriormente hacerle lo mismo a Vince McMahon.
En el Raw Reunion del 22 de julio de 2019, Austin apareció para brindar junto a Triple H, Hulk Hogan, Ric Flair y varios otros luchadores antes de despedir el evento. El 9 de septiembre, hizo una aparición en Raw celebrado en el Madison Square Garden en la firma del contrato entre Seth Rollins y Braun Strowman, habiendo sido interrumpido por AJ Styles, a quien atacó con un Stunner.
En el episodio del 16 de marzo de 2020 de Raw, Austin hizo una aparición para promocionar el "3:16 Day", donde atacó a The Street Profits y al comentarista Byron Saxton con un Stunner para luego celebrar con Becky Lynch.
En el episodio del 7 de marzo de 2022 de Raw, Kevin Owens anunció que Austin sería invitado al "K.O. Show" en WrestleMania 38, luego de varias promos en las que Owens arremetió contra Texas (estado natal de Austin), con tal de retarlo a un combate. En la noche 1 de WrestleMania, Owens finalmente desafió a Austin a un No Holds Barred match. Austin se llevaría la victoria, marcando su primer combate en la WWE en 19 años. En la noche dos, apareció durante el combate entre Vince McMahon y el comentarista Pat McAfee (quien momentos antes había derrotado a Austin Theory), confrontando a McMahon y Theory atacándoles con un Stunner. Luego, hizo lo mismo con McAfee luego de celebrar junto con este.

## Cambio de nombre legal
Steve Williams, ha cambiado su nombre legal a Steve Austin, el cual solía ser su nombre artístico usado tanto como en ECW y WCW. Es el tercer luchador en cambiar su nombre por su nombre ficticio que utilizaba en la lucha libre, los que lo hicieron fueron Ultimate Warrior, Ryback y Chyna.

## Actuación
Steve Austin desde su retiro de la WWE a inicio de una carrera como actor participó como protagonista secundario en The Longest Yard, interpretando a un guardia de la prisión de Allenville.
También participó en la película The Condemned o la isla de los condenados y durante el 2010, filmó la película The Stranger, donde interpreta a un policía con amnesia buscando quien es él en realidad. Luego realizó la película Damage, que interpreta a un exconvicto que entra en competencias de lucha clandestina y después actuó en The Expendables, película dirigida por Sylvester Stallone que cuenta con un gran elenco de famosos de Hollywood.
Protagonizó la película de acción Recoil, en 2011, en donde compartió escena con el actor mexicano-estadounidense Danny Trejo.

### Películas
| Título                       | Papel           | Año  |
| ---------------------------- | --------------- | ---- |
| The Longest Yard             | Guarda Dunham   | 2005 |
| The Condemned                | Jack Conrad     | 2007 |
| Damage                       | John Brickner   | 2009 |
| The Stranger                 | The Stranger    | 2010 |
| The Expendables              | Dan Paine       | 2010 |
| Hunt to Kill (Caza a muerte) | Jim Rhodes      | 2010 |
| Knockout                     | Dan             | 2011 |
| Tactical Force               | Capitán Tate    | 2011 |
| Recoil                       | Ryan Varrett    | 2011 |
| Máxima Condena               | Manning         | 2012 |
| Entrega Peligrosa            | Tommy Wick      | 2013 |
| Grown Ups 2                  | Tommy Cavanaugh | 2013 |
| Smosh: The movie             | Él mismo        | 2015 |
| Echo Effect                  | Ray Peters      | 2015 |

### Televisión
| Serie                | Papel                       | Año       |
| -------------------- | --------------------------- | --------- |
| Celebrity Deathmatch | Él mismo                    | 1998-2002 |
| Nash Bridges         | Detective Jake Cage         | 1999-2000 |
| Dilbert              | Juez                        | 2000      |
| The Bernie Mac Show  | Él mismo                    | 2005      |
| Chuck                | Hugo Panzer                 | 2010      |
| Tough Enough         | Presentador/Entrenador jefe | 2011      |
| Stone Cold's Podcast | Anfitrión                   | 2015      |

## Campeonatos y logros
- Texas Wrestling Federation

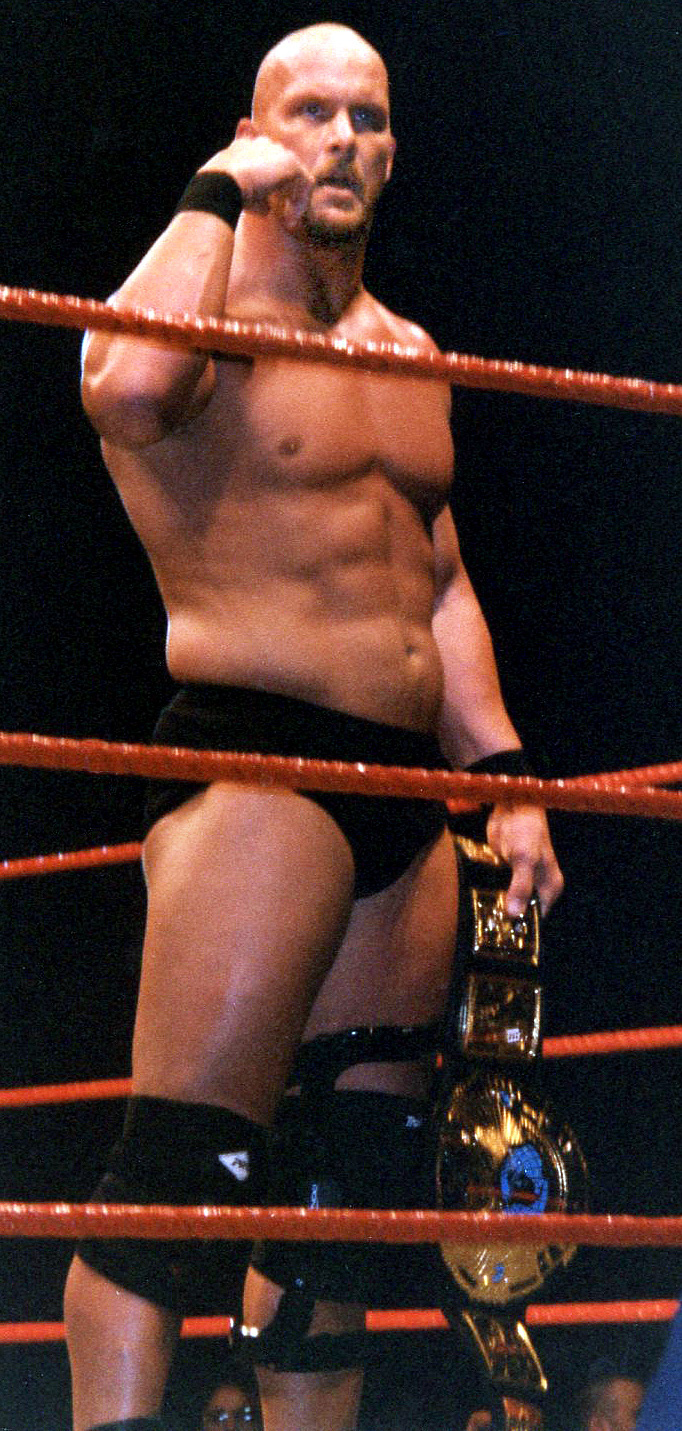
Austin como Campeón de la WWF.

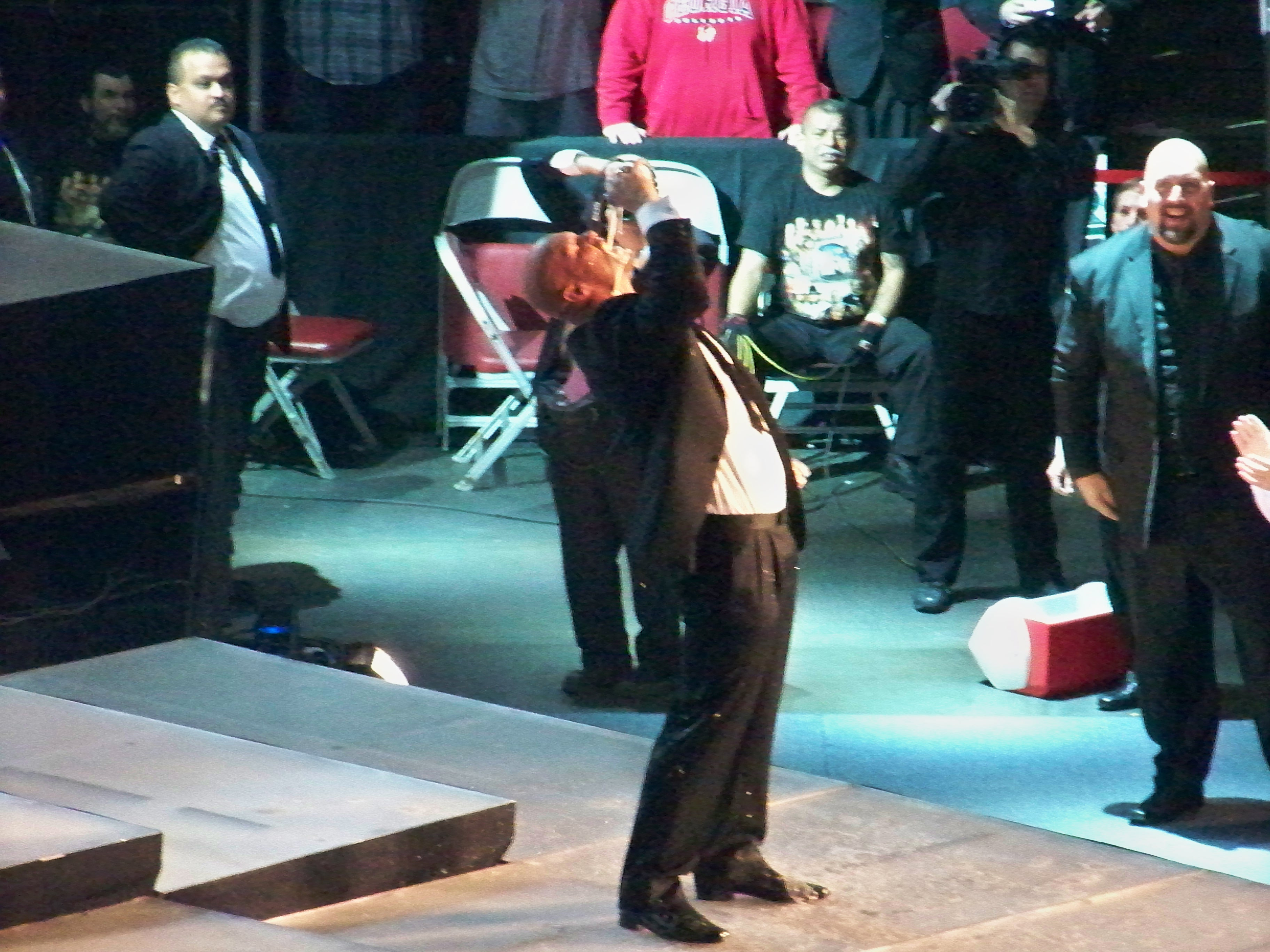
Steve Austin bebiendo cerveza en la ceremonia del WWE Salón de la Fama.

  - TWF Tag Team Championship (1 vez) - con Rod Price

- World Championship Wrestling/WCW
  - WCW United States Championship (convirtiéndolo en primer campeón de gran slam) (2 veces)
  - WCW World Television Championship (2 veces)
  - WCW World Tag Team Championship (1 vez) - con Brian Pillman
  - NWA World Tag Team Championship (1 vez) - con Brian Pillman

- World Wrestling Federation/Entertainment/WWF/E
  - WWF Championship (6 veces)
  - WWF Intercontinental Championship (2 veces)
  - WWF Million Dollar Championship (1 vez)
  - World Tag Team Championship (4 veces) - con Shawn Michaels (1), Dude Love (1), The Undertaker (1) y Triple H (1)
  - Royal Rumble (1997)
  - Royal Rumble (1998)
  - Royal Rumble (2001)
  - King of the Ring (1996)
  - WWE Hall of Fame (2009)
  - WWE Hall of Fame (2025) Momento Inmortal vs. Bret Hart - WrestleMania 13
  - Triple Crown Champion (Quinto)
  - Slammy Award (2 veces)
    - Freedom of Speech (1997)[30]
    - Best Original WWE Network Show – Stone Cold Podcast (2015)[31]

- Pro Wrestling Illustrated
  - Luchador del año (1998)[32]
  - Luchador del año (1999)[33]
  - Luchador del año (2001)[34]
  - PWI Debutante del Año - 1990
  - PWI Lucha del Año - 1997 vs. Bret Hart WrestleMania 13, 23 de marzo de 1997
  - PWI Rivalidad del año - 1998 vs. Vince McMahon
  - PWI Rivalidad del año - 1999 vs Vince McMahon
  - PWI Luchador más Popular - 1998
  - PWI Luchador más Odiado - 2001
  - Situado en el N°31 en los PWI 500 de 1991[35]
  - Situado en el N°10 en los PWI 500 de 1992[36]
  - Situado en el N°23 en los PWI 500 de 1993[37]
  - Situado en el N°6 en los PWI 500 de 1994[38]
  - Situado en el N°43 en los PWI 500 de 1995[39]
  - Situado en el N°22 en los PWI 500 de 1996[40]
  - Situado en el N°3 en los PWI 500 de 1997[41]
  - Situado en el N°1 en los PWI 500 de 1998[42]
  - Situado en el N°1 en los PWI 500 de 1999[43]
  - Situado en el N°2 en los PWI 500 de 2001[44]
  - Situado en el N°13 en los PWI 500 de 2002[45]
  - Situado en el N°19 dentro de los mejores 500 luchadores de la historia - PWI Years, 2003.[46]
  - Situado en el Nº50 dentro de los 100 mejores equipos de la historia - con Brian Pillman; PWI Years, 2003[47]

- Wrestling Observer Newsletter
  - WON Debutante del Año - 1990
  - WON Equipo del Año - 1993, con Brian Pillman
  - WON Mejor en Entrevistas - 1996
  - WON Mejor en Entrevistas - 1997
  - WON Mejor en Entrevistas - 1998
  - WON Mejor en Entrevistas - 2001
  - WON Mejor Heel - 1996
  - WON Mejor Personaje - 1997, Rebelde
  - WON Mejor Personaje - 1998, Rebelde
  - WON Rivalidad del año - 1997, vs The Hart Foundation
  - WON Rivalidad del año - 1998 vs Vince McMahon
  - WON Rivalidad del año - 1999, vs Vince McMahon
  - WON Lucha del Año - 1997 vs. Bret Hart WrestleMania 13, 23 de marzo de 1997
  - WON Luchador del Año - 1998
  - WON Luchador que más dinero genera - 1998
  - WON Luchador que más dinero genera- 1999
  - WON Luchador más Carismático - 1997
  - WON Luchador más Carismático - 1998
  - WON Mejor no Luchador - 2003
  - WON Mejor Brawler - 2001
  - WON Peor Lucha del Año - 1991, con Terrance Taylor vs. Bobby Eaton & P.N. News The Great American Bash, 14 de julio de 1991
  - Lucha de 5 estrellas; con Arn Anderson, Bobby Eaton, Larry Zbyszko & Rick Rude vs. Barry Windham, Dustin Rhodes, Nikita Koloff, Ricky Steamboat & Sting (WrestleWar, 17 de mayo de 1992)
  - Lucha de 5 estrellas; vs. Bret Hart (WrestleMania 13, 23 de marzo de 1997)
  - Situado en el Nº7 del WON Luchador que más dinero genera de la década (2000–2009)[48]
  - Situado en el Nº7 del WON Luchador más carismático de la década (2000–2009)[48]